# الكوم (رشيد)
قرية الكوم هي إحدى القرى التابعة لمركز رشيد في محافظة البحيرة في جمهورية مصر العربية. حسب إحصاءات سنة 2006، بلغ إجمالي السكان في الكوم 7244 نسمة، منهم 3612 رجل و3632 امرأة.